# Teorema de Dixmier-Ng
Em análise funcional, o Teorema de Dixmier–Ng é uma caracterização de quando um espaço normado é de fato um espaço dual de Banach. Foi provado por Kung-Fu Ng, que o chamou de variante de um teorema provado anteriormente por Jacques Dixmier.  
Seja {\displaystyle X} um espaço normado. Os seguintes são equivalentes:
1. Existe uma topologia localmente convexa de Hausdorff {\displaystyle \tau } sobre {\displaystyle X} de modo que a bola unitária fechada, {\displaystyle \mathbf {B} _{X}}, de {\displaystyle X} é {\displaystyle \tau } -compacta.
2. Existe um espaço Banach {\displaystyle Y} tal que {\displaystyle X} é isometricamente isomorfo ao dual de {\displaystyle Y}.

A afirmação 2 implica na 1 devido a aplicação do Teorema de Banach-Alaoglu, definindo {\displaystyle \tau } para a topologia fraca-* . A afirmação 1 implica na 2 devido a aplicação do Teorema Bipolar.

## Aplicações
Seja {\displaystyle M} um espaço métrico com um ponto distinto denotado {\displaystyle 0_{M}}. O Teorema de Dixmier-Ng é aplicado para mostrar que o Espaço de Lipschitz {\displaystyle {\text{Lip}}_{0}(M)} de todas as funções de Lipschitz com valor de {\displaystyle M} em {\displaystyle \mathbb {R} } que se anulam em {\displaystyle 0_{M}} (com a constante de Lipschitz como sendo a norma do espaço) é um espaço dual de Banach. 